# Mother's Boy (film 1911)
Mother's Boy è un cortometraggio muto del 1911, diretto da Lewin Fitzhamon.

## Trama
Un giovane impiegato, per ripagare un debito contratto con un giocatore d'azzardo, ruba la cassaforte dell'ufficio. Si salva dalla prigione per merito di sua madre.

## Produzione
Il film fu prodotto dalla casa cinematografica Hepworth.

## Distribuzione
Distribuito dalla Hepworth, il film (un cortometraggio di una bobina) uscì nelle sale cinematografiche britanniche nell'aprile 1911.
Si conoscono pochi dati del film, il quale fu distrutto nel 1924 dallo stesso produttore, Cecil M. Hepworth, che, fallito e in gravissime difficoltà finanziarie, pensò in questo modo di poter almeno recuperare il nitrato d'argento della pellicola.